# الحزب الديمقراطي اللبناني

شعار الحزب

الحزب الديمقراطي اللبناني (يجب عدم الخلط مع الحزب الديمقراطي الذي كان نشطا أساسا قبل الحرب)، هو حزب سياسي لبناني أسسه ويرأسه طلال أرسلان. انطلق الحزب في 1 يوليو 2001 وانتخب النائب أرسلان رئيسا له. يعتبر الحزب امتدادا لنضال الأمير مجيد أرسلان وهو يعد من أكبر المنافسين للحزب التقدمي الاشتراكي الذي يقوده وليد جنبلاط. ينتمي أغلب محازبيه مثل غريمه إلى الطائفة الدرزية، وهو يضم اليوم حوالي 15000 منتسب من مختلف الطوائف الموجودة في لبنان. من أبرز رجال الحزب الديمقراطي اللبناني «صالح العريضي» الذي اغتيل  في 10 سبتمبر 2008 وكان اليد اليمنى لرئيس الحزب والقيادي الأبرز في المكتب السياسي وله الفضل الأكبر في وأد الفتنة والصراع في أحدث أيار 2008 بين حزب الله والحزب التقدمي الاشتراكي.

## مبادئ الحزب[4]
- المبدأ الأول:

لبنان وطن سيد، حر مستقل، نهائي لكل أبنائه موحد الأرض والشعب والمؤسسات، داخل حدوده المنصوص عنها في الدستور، غير قابل للتجزئة أوللتقسيم.
- المبدأ الثاني:

لبنان بلد عربي ذو رسالة حضارية ودور فاعل في صيانة الهوية الثقافية العربية وبناء مستقبل عربي مشرق ركيزته قيام سوق عربية مشتركة.
- المبدأ الثالث:

لا ولاء يعلو الولاء للوطن، واللبنانيون متساوون في الحقوق متساوون في الواجبات. فالدين لله والوطن للجميع.
- المبدأ الرابع:

لبنان دولة ديمقراطية وعدالة اجتماعية، ركيزتها احترام حقوق الإنسان والحريات العامة والحقوق الفردية.
- المبدأ الخامس:

التأكيد على الفصل بين السلطات، وسيادة القانون.
- المبدأ السادس:

الالتزام بالنظام الاقتصادي الحر مع ضوابط تحمي المجتمع.
- المبدأ السابع:

لبنان دولة مؤسسات والدولة لا تختزل بأشخاص. فالسياسة مبادئ، والمبادئ ممارسة ركيزتها الصدق والأخلاق.
- المبدأ الثامن:

حماية البيئة حياة المجتمع.
- المبدأ التاسع:

استفادة لبنان من إيجابيات العولمة وتوظيفها في خدمة التنمية، وتطوير قدراته البشرية والمؤسساتية لمواكبتها، وحمايته من سلبياتها.
- المبدأ العاشر:

الشباب مسؤولية ومستقبل، والمجتمع الحي مجتمع ناجح وشاب، تتواصل فيه الأجيال ولا تتصارع.

## المؤسسات والجمعيات التابعة للحزب
- المنتدى النسائي الديمقراطي
- منتدى الشباب الديمقراطي اللبناني
- جمعية الكشاف الديمقراطي
- مؤسسة الأمير مجيد أرسلان الخيرية

## كتلة الحزب النيابية
الحزب الديمقراطي اللبناني، ليس لديه أي نائب في مجلس النواب

## التمثيل الوزاري للحزب
شارك الحزب في الحكومة اللبنانية التي رأسها الرئيس سعد الدين الحريري بشخص الوزير صالح الغريب، كما شارك في حكومة نجيب ميقاتي الثالثة وحصل عضوه عصام شرف الدين على وزارة المهجرين.

## وصلات خارجية
الحزب الديمقراطي اللبناني